# IPad Air
iPad Air là thế hệ thứ năm của máy tính bảng iPad được Apple thiết kế, phát triển và đưa ra thị trường. Sản phẩm đã được công bố vào ngày 22 tháng 10 năm 2013, và được phát hành với 2 màu xám và màu bạc vào ngày 1 tháng 11 năm 2013. iPad Air được thiết kế mỏng hơn với nhiều điểm tương đồng với sản phẩm iPad Mini 2 đã có trên thị trường lúc đó, cùng với một bộ vi xử lý Apple A7 64-bit với bộ đồng xử lý M7. Màn hình của iPad Air vẫn giữ nguyên kích thước 9,7 inch, sử dụng công nghệ màn hình Retina và hỗ trợ dải màu sRGB
Sản phẩm này đã ngừng sản xuất khi sản phẩm iPad Pro 9.7 inch ra đời vào ngày 21 tháng 3 năm 2016.
Sản phẩm kế nhiệm của nó, iPad Air 2, đã được công bố vào ngày 16 tháng 10 năm 2014.